# Megumi Ōhara
Megumi Ōhara (Tokyo, 16 aprile 1975) è una doppiatrice giapponese.
È la doppiatrice ufficiale di Nobita Nobi nella serie animata Doraemon e nei film ad essa correlati, dall'aprile 2005.
Sempre riguardo al doppiaggio, è rappresentata dalla Kekke Corporation.

## Doppiaggio (lista parziale)

### Voce di Nobita Nobi

#### Serie animata
- Doraemon (serie del 2005)

#### Film con cadenza annuale
- Doraemon - The Movie: Il dinosauro di Nobita (2006)
- Doraemon: Nobita no shin makai daibōken ~7-nin no mahō tsukai~ (2007)
- Doraemon: Nobita to midori no kyojinden (2008)
- Doraemon: Shin Nobita no uchū kaitaku-shi (2009)
- Doraemon: Nobita no ningyo taikaisen (2010)
- Doraemon: Shin Nobita to tetsujin heidan ~Habatake tenshi-tachi~ (2011)
- Doraemon: Nobita to kiseki no shima ~Animal Adventure~ (2012)
- Doraemon: Nobita no himitsu dōgu museum (2013)
- Doraemon - Il film: Le avventure di Nobita e dei cinque esploratori (2014)
- Doraemon - Il film (2014)
- Doraemon - Il film: Nobita e gli eroi dello spazio (2015)
- Doraemon - Il film: Nobita e la nascita del Giappone (2016)
- Doraemon - Il film: Nobita e la grande avventura in Antartide "Kachi Kochi" (2017)

#### Videogiochi
- Doraemon: Nobita's Dinosaur 2006 DS
- Doraemon: Nobita no shin makai Daiboken DS
- Doraemon Wii
- Doraemon: Nobita and the Green Giant Legend DS